# Стојан Дечермић
Стојан Дечермић Цоле (Босанска Дубица, 10. јун 1931 — Београд, 15. децембар 1992) био је српски и југословенски глумац.

## Биографија
Потиче из уметничке породице, пошто му је и отац Борислав, играо у позоришту Дунавске бановине у Новом Саду., а потом био први, послератни, управник позоришта у Панчеву.
Стојан је глумачку школу завршио у Новом Саду и са једва 17. година уписао Академију драмских уметности у Београду код професора Томислава Танхофера, Бојана Ступице и Виктора Старчића.
На трећој години глуми Аљошу у драми Максима Горког „На дну“ у Југословенском драмском позоришту. По завршетку Академије постаје редован члан Југословенског драмског позоришта. Најпре игра у лирске улоге у у класичном и савременом репертоару истичући се емотивношћу и смислом за креације трагичних ликова, као Ромео (са само 22 године) у „Ромену и Јулији“ Вилијама Шекспира, Орест у „Ифигенији на Тауриди“ Јохана Волфганга Гетеа, Лујо Ласић у Дубровачкој трилогији Иве Војновића и др.. Као драмски уметник „раскошног талента и магичне сценске привлачности“ је дочекао да га девојке сачекују на изласку из позоришта. Био је Жерар Филип српског глумишта.
Био је неприкосновен рецитатор нарочито поезије Милана Дединца, Душана Матића и Растка Петровића.
У земунском насељу Алтина добио је и своју улицу.

## Награде
- 1989. Октобарска награда града Београда

## Улоге у позоришним представама
- „На дну“ – Максим Горки – Аљоша
- „Ромео и Јулија“ – Вилијам Шекспир – Ромео
- „Новела од Станца“ – Марин Држић
- „Дундо Мароје“ – Марин Држић
- „Краљ Лир“ - Вилијам Шекспир
- „Господин племић“ – Молијер
- „Живот је сан“ — Калдерона
- „Живот у позоришту“ – Дејвид Мемет
- „Чисте руке“ – Јован Христић — Едип
- „Балкански шпијун“ – Душан Ковачевић — Петар Марков Јаковљевић

## Филмографија
- „Полицајац са Петловог брда (ТВ серија)" (1993)
- Повратак Вука Алимпића (1992)
- Театар у Срба (1991)
- „У име закона“ .... Василије (1991)
- Капетан дуге пловидбе (1991) .... Дамјан Мијаиловић-Дача
- Бољи живот2 .... Доктор Гановић (1990)
- „Другарица министарка“ (1989)
- Време чуда (1989) .... Судија
- „Роман о Лондону“ (1988) ТВ
- „Вук Караџић“ .... Гроф Каподистри
- Милан - Дар (1987) (ТВ) .... Лаза Костић
- „Сиви дом“ .... Муж благајнице (1986)
- „Кво Вадис?" (1985) Марк Евангелист
- Лепотица из Амхерста (1985) (ТВ)
- Ријанон (1984) (ТВ)
- Дивља патка (1984) (ТВ)
- Сумрак (1983) (ТВ)
- Малограђани (1983) (ТВ)
- Микеланђело (1982) (ТВ) .... Амерички новинар
- Сестре (1981) (ТВ)
- Мајстори, мајстори (1980) .... Наставник цртања
- Туга - отац
- Васа Железнова (1977) (ТВ)
- Љубичице (1975) (ТВ)
- „Димитрије Туцовић“ .... Јеврем Марковић (1974)
- Злочин и казна (1972) (ТВ) .... Иља Петровић Порох
- Самоубица (1972) (ТВ)
- „Све од себе“ (1971) ТВ
- Нирнбершки епилог (1971) (ТВ)
- Случај Опенхајмер (1970) (ТВ) .... Пуковник Пес
- Наши синови (1968) (ТВ)
- На рубу памети (1968) (ТВ)
- Изгубљено писмо (1968) (ТВ)
- Нови живот (1968) (ТВ)
- Дама с камелијама (1968) (ТВ)
- Тим који губи (1968) (ТВ)
- Скупљачи перја (1967) .... Возач хладњаче
- Очи пуне звезда (1967) (ТВ)
- Сумњиво лице (1967) (ТВ)
- Регинин сат (1967) (ТВ)
- Свечаност на успутној станици (1967) (ТВ)
- Аполон од Белака (1966) (ТВ)
- Чувај ми Амелију (1965) (ТВ)
- Акција епеј (1965) (ТВ)
- Оно море (1965) (ТВ)
- Медаљон са три срца (1962)
- Војник са два имена (1961) (ТВ)
- Џунгла (1961) (ТВ)
- Песма (1961) (ТВ)
- Јерма (1961) (ТВ)
- Мале ствари (1957)